# Starý židovský hřbitov v Chodové Plané
Starý židovský hřbitov v Chodové Plané, založený nejspíše v poslední čtvrtině 17. století, ale doložený až v první polovině století osmnáctého, leží v bývalém zámeckém parku v Chodové Plané u cesty vedoucí z parkoviště od restaurace ve skále pod pivovarem asi 700 m severně od nového židovského hřbitova.
Je součástí pozemkové parcely číslo 36/1 na katastrálním území města, do jehož majetku patří. Nejstarší náhrobek pochází z roku 1735, ohradní zeď areálu se nedochovala. V letech 2001 - 2003 byl zpustošený hřbitov díky česko-německo iniciativě Action Sühnezeichen Friedensdienst rekonstruován. V areálu se nachází kolem stovky náhrobních kamenů.
V městysu se nachází také Nový židovský hřbitov a stávala zde i synagoga.